# Lambert von Spoleto
Lambert von Spoleto (* um 875; † 15. Oktober 898 in Marengo) war König von Italien und römischer Kaiser.
Lambert war der Sohn des Herzogs Wido von Spoleto aus dem Haus der Widonen und seiner Ehefrau Ageltrude. 889 wurde Wido König von Italien und 891 zwang er Papst Stephan V., ihn zum Kaiser zu krönen. Sein Vater brachte im Februar 892 den neuen Papst Formosus dazu, Lambert zum Mitkaiser zu ernennen. Als Wido zwei Jahre später starb, erbte Lambert die Krone, verlor sie aber bereits 896 an Arnolf von Kärnten. Diesen hatte Formosus nach Italien gerufen, weil ihm die Guidonen zu mächtig wurden. Nach dem Abzug Arnolfs und dem Tod des Formosus kehrte Lambert 897 als Kaiser zurück. Arnolfs Salbung wurde von Papst Johannes IX. für nichtig erklärt.